# سیلواش‌سنت‌مارتون
سیلواش‌سنت‌مارتون (به مجاری:  Szilvásszentmárton) یک منطقهٔ مسکونی در مجارستان است که در ناحیه کاپوشوار واقع شده‌است. سیلواشسنتمارتون ۷٫۰۸ کیلومتر مربع مساحت و ۲۰۱ نفر جمعیت دارد.